# La montaña mágica (1974)
La Montaña Mágica es una adaptación de la novela homónima de Thomas Mann emitida en mayo de 1974 como un capítulo del programa Los libros.

## Historia
Se rodó como parte de distintas adaptaciones para televisión de obras literarias, dentro del programa Los libros, dirigido por Jesús Fernández Santos. El programa se inspiró del programa Les cent livres des hommes emitido en el canal ORTF, primera cadena de televisión de Francia.
El programa dedicado a adaptar la obra La Montaña Mágica se emitiría dentro del grupo de episodios enmarcados en la conocida como primera época. Esta primera época fue desde febrero hasta junio de 1974.

## Producción
Fue rodada en los Estudios Roma, y para los exteriores se utilizaron Navacerrada, los jardines del Palacio de La Granja de San Ildefonso y el Parque de la Quinta de la Fuente del Berro.
La obra incorpora extractos de obras de los compositores alemanes Richard Wagner y Gustav Mahler. De este último, se eligió el adaggietto de su quinta sinfonía en la versión grabada por la Orquesta de la Gewandhaus de Leipzig, dirigida por Václav Neumann en 1965.

## Reparto
Entre otros, los papeles de la novela fueron interpretados por los siguientes actores:
- Hans Castorp: Eusebio Poncela.
- Settembrini: Narciso Ibáñez Menta.
- Leo Naphta: José Vivo.
- Claudia Chauchat: María Massip.
- Doctor Behrens: José Franco.
- Joachim Ziemssen: Roberto Martín Peña.
- Mynheer Peeperkorn: Tomás Blanco.

## Recepción
El crítico de ABC, Enrique del Corral, publicó cinco días después de la emisión una crítica en la que, entre otras cosas, decía:
Partiendo de una adaptación importante e idónea, Páramo revivió gráficamente los entresijos de cada quien y su psiquis con autoridad indudable de director de actores, para conseguir, además, en la realización, una atmósfera y un «tempo» admirables, trasladando al programa todo lo que Mann puso en su famosa novela, excepto la extensión por razones obvias y específicas del programa y su tiempo horario. 

### Individuales
1. 1 2  Corral, Enrique del (12 de mayo de 1975). «Televisión. Los Libros». ABC. p. 78.
2. ↑  «La montaña mágica». Internet Movie Database.